# Szőcs István (feltaláló)
Szőcs István (Budapest, 1943. június 1. –) vegyészmérnök, feltaláló.

## Tanulmányai
Iskolai tanulmányait 1961-ben a Petrik Lajos Vegyipari Technikumban kezdte, ahol vegyésztechnikusként végzett. Innen Kazincbarcikára került, ahol a Vegyipari Gépészeti Főiskola Folyamatszabályozási Szakán folytatta tanulmányait. Itt 1965-ben vegyipari gépészmérnök diplomát szerzett. 1969-ben a Veszprémi Nehézvegyipari Egyetem Mérés- és Szabályozástechnikai Szakán vegyészmérnökként diplomázott. 1991-ben vezető pirotechnikus képesítést szerzett a budapesti Vegyi és Robbanóipari Felügyeleten. 1991-ben tűzvédelmi tervezői szakvizsgát tett, melyet napjainkig megújít. 2004-ben a német TÜV Rheinland minősítő intézetnél ISO 14001 auditor képzésen szerezte meg a címet. PhD tudományos fokozatát, summa cum laude minősítéssel a Zrínyi Miklós Nemzetvédelmi Egyetem Katonai Műszaki Doktori Iskoláján szerezte. Doktori disszertációjának témája: Környezetbarát tartálytűz oltási technológiák kutatása, fejlesztése.

## Szakmai pályafutása
Szakmai pályafutását üzemvezető mérnökként az Egyesült Gyógyszer- és Tápszergyárban kezdte 1965-ben. 1982-ben létrehozta az IFEX Mérnökiroda kft.-t, melynek napjainkig tulajdonos-ügyvezetője, és ahol kutató-fejlesztő mérnökként dolgozik. 1988-ban feltalálta az impulzus tűzoltási technológiát. 1990-től napjainkig a Gépipari Tudományos Egyesület Tűzvédelmi Tagozat tagja. A Direct Foam Flooding (közvetlen habelárasztás) technológián alapuló FoamFatale tartálytűz-oltási technológiát 1990-ben találta fel. Tudományos tevékenységéért 1992-ben „Környezetbarát oltóanyagok” díjat kapott a BM TOP-tól. 1995-től napjainkig az Ybl Miklós Műszaki Főiskola Tűzvédelmi Intézetében témavezető. A Zrínyi Miklós Nemzetvédelmi Egyetemen külső konzulens. 1999-től napjainkig 17 publikációja jelent meg referált folyóiratokban is. 1990-től napjainkig 23 előadást tartott hazai és nemzetközi szakmai konferenciákon. 2000-ben készítette el a Storage Tank Fire Fighting című könyv angol nyelvű kéziratát.

## Szabadalmai
Dr. Szőcs István 72 megadott szabadalommal rendelkezik, eljárás alatt 3 szabadalom áll.

## Jelentősebb találmányai

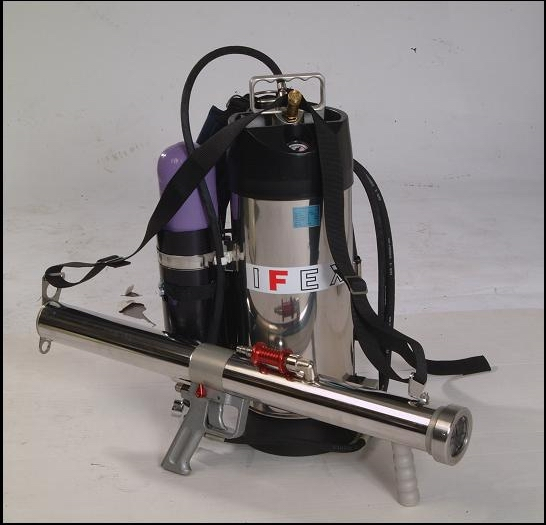
Impulzuspuska

### Impulzuspuska
Az impulzuspuska kézi tűzoltó eszköz. A csövébe szivattyú préseli bele a több mint 100 bar nyomású vizet, ami a porlasztófejen át finom köd alakjában távozik. Az eszköz mindössze néhány liter vizet használ és emberen keletkezett tüzek oltására is alkalmas.

### FoamFatale
A FoamFatale leginkább a nagyméretű ipari tárolótartályok tűzvédelmét szolgáló, a korábban alkalmazottaktól eltérő működési elvű tűzoltási technológia. A hagyományos, szabványos tűzoltó berendezések működési elvétől való eltérés célja a tűznek rendkívül rövid időn belül történő eloltása. A rövid égési idő az automatikus, késlekedés nélküli oltásindításnak és a nagyon gyorsan lezajló, rendkívül intenzív oltásnak köszönhető. Az ilyen gyors oltást az igen nagy mennyiségű habnak rövid időn belül az égő tartályba juttatásával lehet elérni. A FoamFatale technológia előnye a rendkívül nagy teljesítményű habforrás, a hidraulikusan méretezett habelosztó csőhálózat és egy speciális habbevezetési megoldás, a résfúvóka alkalmazása.

## Nemzetközi díjak, elismerések

### Nemzetközi találmányi kiállítások
- Kína, aranyérem (2008)
- Párizs, ezüstérem (2006)
- Moszkva, aranyérem (2006)
- Genf, bronzérem (2006)

### További elismerések
- Az SFPE-SAC elismerése Szaúd-Arábiában (2008)
- „Környezetbarát Termék”-minősítés (2006)
- ENSZ WIPO oklevél a környezetvédelemért (2005)
- ENSZ WIPO aranyérem
- Szilvay Kornél-emlékérem (2002)
- Az Álmok Álmodói kiállítás egyik szereplője (2001–2002)

## Társadalmi szerepvállalása
- A Magyar Mérnöki Kamara tagja[6]
- Tűzvédelmi Mérnökök Közhasznú Egyesületének alapító tagja
- A Gyáriparosok Országos Szövetségének tagja[2]
- A Magyar Tűzoltó Múzeum Baráti Kör Egyesület alelnöke[2]
- A Nőszirom Természetbarát Közhasznú Egyesület elnöke[2][7]